# Gorga (Itália)
Gorga é uma comuna italiana da região do Lácio, província de Roma, com cerca de 717 habitantes. Estende-se por uma área de 26 km², tendo uma densidade populacional de 28 hab/km². Faz fronteira com Anagni (FR), Carpineto Romano, Montelanico, Morolo (FR), Sgurgola (FR), Supino (FR).